# Ulf Söderberg (organist)
Ulf Torbjörn Olofsson Söderberg, född den 8 april 1959 i Uppsala, är en svensk organist, dirigent och musikforskare.

## Biografi
Som 15-åring tog han organist- och kantorsexamen, med bland annat högsta betyg i solistiskt orgelspel. Efter flera somrars privata orgel- och gosskörstudier i Cambridge följde gymnasieutbildning samt två års teologistudier vid Uppsala universitet.
Han har fyra genomgångna utbildningar vid Kungliga Musikhögskolan: kyrkomusiker, körpedagog, 2-årig dirigentutbildning samt diplomutbildning i orgel. Han höll sin diplomkonsert i oktober 1992, som recenserades som att ha "energi och sann spelglädje". Hans utbildning avslutades med Kungl. Musikaliska Akademiens stora utlandsstipendium och specialstudier i barockinterpretation och orgel/cembalo/generalbas vid Schola Cantorum Basiliensis och Musikhögskolan i Stuttgart.
Söderberg är sedan 1994 tjänstelärare vid Kungliga Musikhögskolan i Stockholm, där han undervisar bland annat i historisk uppförandepraxis, generalbas och kammarmusik.
Han är också doktorand vid den konstnärligt kreativa forskarutbildningen vid Göteborgs universitet.
Söderberg har genomfört flera radio- och skivinspelningar, konserterat som solist vid Lapplands Festspel och med kammarorkestern Musica Vitae, vid operauppsättningar med Vadstena-Akademien och Kammeroper Schloß Rheinsberg, samt varit gästlärare vid musikkonservatoriet i Graz och Musikhögskolan i Piteå.
Som kyrkomusiker och körledare har Söderberg varit aktiv sedan 13-årsåldern och har under åren arbetat med de flesta typer av körer. Sedan 1998 är han dirigent och konstnärlig ledare för kammarkören Camerata Nicopensis, som specialiserat sig på tidstrogna uppföranden av tidig musik.

## Diskografi
- 1992 - In Stil Moderno[6]